# 麥可·曼恩
麥可·曼恩 （英語：Michael Mann，1943年2月5日—）是一名美國導演、編劇及製片人。曼恩於大學時決心投入影視產業，事業初期為許多警匪題材影集工作過。1981年，曼恩推出了首部院線電影《大盜》，1984年擔任知名影集《邁阿密風雲》的執行製作人。《大盜》、《天魔刦》和《1987大懸案》這三部早期作品雖然沒有亮眼的票房，但在多年後發展出類似邪典电影的地位。曼恩接下來的幾部作品皆在票房或影評上取得成功，1992年歷史片《最後的摩根戰士》創下票房佳績，1995年犯罪片《盜火線》在全球賣出1.87億美元，更被視為影史傑作。1999年的傳記片《驚爆內幕》入圍七項奧斯卡金像獎，曼恩首度獲提名最佳導演獎。
2000年代，曼恩開始嘗試高畫質影像規格的數位攝影，是電影界和影集界的先例之一。2001年的傳記片《威爾·史密斯之叱吒風雲》和2006年由影集翻拍的《邁阿密風暴》因高額成本（超過1億美元）而成為票房炸弹，不過2004年的《落日殺神》以2.2億美元的全球票房創下曼恩生涯紀錄。繼2009年的《頭號公敵》之後，曼恩時隔六年才推出《黑帽駭客》，前者表現尚佳，後者則票房口碑雙敗。2023年，曼恩將籌備二十餘年的《法拉利》搬上大銀幕，而他的下一部作品將是《烈火悍將2》。

## 早年
1943年2月5日，曼恩出生於芝加哥的一個猶太人家庭。曼恩之父名叫傑克（Jack），母親是埃絲特（Esther）。曼恩的祖父於1912年從俄罗斯帝国移民到美國，隨後參加了第一次世界大战。也因為戰事的關係，他相隔十年後才把妻小從奧夫魯奇接來。曼恩之父曾投身第二次世界大战，參加了突出部之役等戰役。據曼恩所述，他的祖父和父親都因戰爭留下創傷，且不願提及那段往事。曼恩之父在戰後變得憤世嫉俗，這點也影響了曼恩的觀念。1969年，曼恩之父因肺栓塞去世，享年56歲。
曼恩在洪堡公園長大，父親在當地從事食品产业。曼恩就讀阿蒙森高中，畢業後進入威斯康星大学麦迪逊分校的英語文學學系:2。大學時，曼恩看了一場《悲情花街》（1925年）的放映，就此萌生了成為電影導演的想法。同年他又在當地電影院看了《奇爱博士》（1964年），使他打定了主意。1965年大學畢業後，曼恩隨即前往英國，在伦敦电影学校就讀兩年，出國背後的部分原因是避免參與越戰:20。1967年曼恩畢業後，他製作了一些紀錄社會動盪的短紀錄片，並曾前往法國巴黎為全国广播公司（NBC）拍攝六八运动。1971年，曼恩返美並投身電視劇製作。
曼恩在伦敦电影学校畢業前曾有過一段婚姻，並有一個女兒。1971年，曼恩與女藝術家桑默（Summer）搬家至洛杉磯，並於1974年結婚，兩人共同養育四個女兒。其中一個女兒艾米·坎安·曼恩長大後和曼恩一樣從事導演及製片工作。

## 職業生涯

### 早期
1970年代，曼恩在電視劇界參與過不少作品的製作，包含替《警網雙雄》編劇以及導演《女警察》的部分集數。曼恩在日後訪談中稱，該時期的他可說是在當學徒，並有寶貴的收穫：《警網雙雄》製片人勞勃·李文教他叙事方式與結構，為《警察故事》編劇則開啟他與警方的合作。《警察故事》的劇情大多改編自真實事件，曼恩因此與警察促膝長談，了解珍貴的案件細節，曼恩稱這個經驗為他往後寫的每一部劇本鋪路。1978年，曼恩主創的首部電視劇《拉斯維加斯$》問世，主角是一名拉斯维加斯私家偵探（罗伯特·乌立希飾演）。曼恩原本想打造一部風格極端的偵探劇，雖然最終因製作人攪局而事與願違，他稱該劇使他對被大眾忽視的區域產生興趣。
1979年，曼恩導演了他的首部電影《天牢勇士》，該片以電視電影的形式發行，僅在歐洲院線上映。該片在佛森州立監獄實地拍攝，講述一名被判無期徒刑的囚犯（彼得·史特勞斯飾演）勤練跑步，最終爭取奧運資格的故事。《天牢勇士》在當年榮獲三項艾美奖和一項美国导演工会獎，曼恩身為導演兼編劇的表現獲得肯定。曼恩的首部院線電影《大盜》於1981年上映，這部新黑色電影描寫一名芝加哥偷竊好手（占士·堅飾演）的故事。《大盜》並未大獲成功，但後來成為電視劇《邁阿密風雲》的風格基礎，其藝術價值亦在多年後得到認可，2014年獲标准收藏選錄。1983年，曼恩執導了改編自同名小說的恐怖片《天魔刦》，講述第二次世界大战期間一群納粹士兵在羅馬尼亞的一個小村莊意外釋放出惡靈。該片以被刪減的形式上映，口碑不佳，但在多年後逐漸成為邪典电影。

### 1984年—2005年
1984年，曼恩在安東尼·耶克維奇主創的全国广播公司（NBC）電視劇《邁阿密風雲》擔任執行製作人。據《纽约时报》在1985年描述，這部警察劇帶有音樂錄影帶（MV）的風格，相當時髦。該劇很快地大受歡迎，並捧紅了兩位主演唐·強生和菲利普·迈克尔·托马斯。藉此成功，曼恩對自己的下一個企劃也有了更大的自主權。在《邁阿密風雲》的頭兩季製作完後，他轉移注意力去拍1986年上映的《1987大懸案》，該片改編自漢尼拔·萊克特系列之小說《紅色龍》。儘管票房不佳，《1987大懸案》在法庭科学作品中頗具影響力。同樣在1986年，曼恩監製了另一部NBC電視劇《警察故事》，該劇由曼恩1970年代結識的芝加哥警員查克·亞當森主創，主演丹尼斯·法瑞那也是警界出身。
1990年，曼恩監製了NBC出品、榮獲黃金時段艾美獎最佳迷你劇的《毒品戰爭：卡馬雷納的故事》，內容聚焦於美國缉毒局幹員基基·卡马雷纳（史蒂芬·鮑爾飾演）的生平和死亡。1992年，曼恩自編自導歷史片《大地英豪》，該片改編自詹姆斯·菲尼莫尔·库珀的1826年同名著作。曼恩在4歲時看了1936年的電影版《碧血灑番城》並留下深刻印象，是他製作《大地英豪》的契機。該片叫好又叫座，北美票房超過7500萬美元，並入圍奧斯卡金像獎和英國電影學院獎。1995年，曼恩將一份從1970年代開始寫的劇本（取材自亞當森的真實故事）搬上大銀幕，亦即《盜火線》，首度共戲的艾尔·帕西诺與罗伯特·德尼罗在片中分飾警察和職業罪犯。曼恩曾在1989年將劇本簡化成電視電影《洛城大劫案》，本意是當成全新電視劇的試播集，但並未獲得電視台青睞。《盜火線》獲得巨大的成功，全球票房突破1.87億美元，並被視為犯罪片類型以至於影史的傑作。
1999年，曼恩執導了傳記片《驚爆內幕》，並和艾瑞克·羅斯一同編劇，劇情圍繞著報導性節目《60分鐘》的製作人洛厄爾·柏格曼（帕西諾飾演），以及有意揭露菸草業黑幕的科學家傑佛瑞·威甘德（羅素·高爾飾演）。該片入圍七項奧斯卡金像獎，曼恩首度獲提名最佳導演獎，但最終輸給山姆·曼德斯。曼恩的下一部導演作品是拳擊手穆罕默德·阿里的傳記片《威爾·史密斯之叱吒風雲》，由威爾·史密斯主演、2001年上映。該片得到的影評以好評居多，但因無法回收鉅額預算而成了票房炸弹，《商業內幕》估計虧損高達1億美元。2002年，曼恩操刀CBS電視劇《搶劫與兇殺部門》，並用從《威爾·史密斯之叱吒風雲》開始實驗的高畫質影像規格進行拍攝，開創電視劇界的先例。2004年，曼恩將史都華·比提的劇本《落日殺神》拍成電影，講述在洛杉磯的一個晚上，計程車司機（傑米·福克斯飾演）意外載到職業殺手（湯姆·克魯斯飾演）的故事。該片在全球創下2.2億美元的票房，是曼恩生涯中最賣座的導演作品（不考慮通貨膨脹），他也藉該片入圍英国电影学院奖最佳导演，不過最後勝出的是麥克·李。此外，《落日殺神》對數位攝影的使用被視為影史上的突破。

### 2006年至今

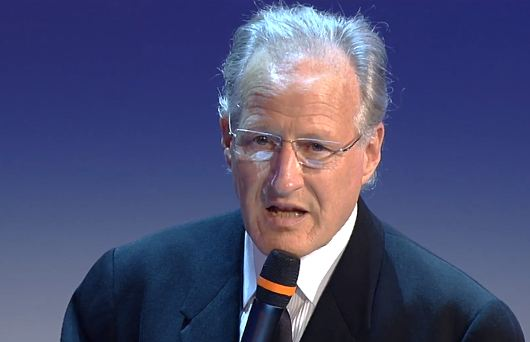
2012年，曼恩出席第69届威尼斯电影节

2006年，曼恩將《邁阿密風雲》翻拍成電影《邁阿密風暴》，找來科林·法雷尔與傑米·福克斯替代原本的兩位主演。該片上映後獲得兩極的評價，還使片商虧損約3000萬美元。實際上該片在拍攝時就屢遭挫折，曼恩還被迫更改結局。電影版的風格被指與電視劇版截然不同，不過隨著時間過去，影評人的態度有所好轉。2009年，曼恩執導了《頭號公敵》，講述黑幫人物约翰·迪林杰（強尼·戴普飾演）在1930年代短暫的活躍時期。《頭號公敵》的全球票房達到2.1億美元，並獲得影評人的普遍好評。2012年，曼恩與大衛·米爾契合製賽馬題材的HBO電視劇《馬場風雲》，並執導其試播集。然而該劇在第一季開播兩個月後，就受拍攝時的三起馬匹死亡事件影響而中止後續製作。同年，曼恩擔任第69届威尼斯电影节正式競賽單元的評審團主席。
2015年，曼恩執導了《黑帽駭客》，克里斯·海姆斯沃斯領銜主演，劇情描寫曾因駭客行為入獄的電腦天才替政府破解陰謀。該片上映後評價不佳，亦成為票房炸彈。2022年，曼恩擔任HBO電視劇《東京風雲》之試播集的導演，同年8月發表了與梅格·嘉德納合寫的小說《烈火悍將2》，為《烈火悍將》的前傳兼續集，甫出版即登上紐約時報暢銷書榜。2023年，曼恩時隔8年的導演作品《法拉利》上映，這部法拉利汽車創辦人恩佐·法拉利（亞當·崔佛飾演）的傳記片最早從1990年代便開始籌備。該片在第80屆威尼斯影展上角逐金獅獎，並獲得普遍影評人的好評。同年10月，曼恩證實他的下一部電影將是《烈火悍將2》。

## 作品列表

### 電影
| 年份       | 片名                  | 职责 | 职责 | 职责       | 备注 |
| 年份       | 片名                  | 导演 | 编剧 | 制作人     | 备注 |
| ---------- | --------------------- | ---- | ---- | ---------- | ---- |
| 1981       | 大盜                  | 是   | 是   | 執行製片人 |      |
| 1983       | 天魔刦                | 是   | 是   | 否         |      |
| 1986       | 九反地帶              | 否   | 否   | 執行製片人 |      |
| 1987大懸案 | 是                    | 是   | 否   |            |      |
| 1992       | 大地英豪              | 是   | 是   | 是         |      |
| 1995       | 盜火線                | 是   | 是   | 是         |      |
| 1999       | 驚爆內幕              | 是   | 是   | 是         |      |
| 2001       | 威爾·史密斯之叱吒風雲 | 是   | 是   | 是         |      |
| 2003       | 大流氓                | 否   | 否   | 執行製片人 |      |
| 2004       | 落日殺神              | 是   | 否   | 是         |      |
| 2004       | 飞行者                | 否   | 否   | 是         |      |
| 2006       | 邁阿密風暴            | 是   | 是   | 是         |      |
| 2007       | 反恐戰場              | 否   | 否   | 是         |      |
| 2008       | 全民超人              | 否   | 否   | 是         |      |
| 2009       | 頭號公敵              | 是   | 是   | 是         |      |
| 2011       | 德州殺戮戰場          | 否   | 否   | 是         |      |
| 2015       | 黑帽駭客              | 是   | 否   | 是         |      |
| 2019       | 賽道狂人              | 否   | 否   | 執行製片人 |      |
| 2023       | 法拉利                | 是   | 否   | 是         |      |

#### 票房表現
- 註：僅列出導演作品、不考慮通货膨胀

| 片名                  | 美國上映日期   | 票房（單位：美元） | 票房（單位：美元） | 票房（單位：美元） | 製片預算 （單位：美元） | 来源   |
| 片名                  | 美國上映日期   | 美國與加拿大       | 其他地區           | 全球               | 製片預算 （單位：美元） | 来源   |
| --------------------- | -------------- | ------------------ | ------------------ | ------------------ | ----------------------- | ------ |
| 大盜                  | 1981年3月27日  | $11,492,915        | 未知               | $11,492,915        | $700萬                  | [ 67 ] |
| 天魔刦                | 1983年12月16日 | $4,218,594         | 未知               | $4,218,594         | $600萬                  | [ 69 ] |
| 1987大懸案            | 1986年8月15日  | $8,620,929         | 未知               | $8,620,929         | $1400萬—1500萬          | [ 71 ] |
| 大地英豪              | 1992年9月25日  | $75,505,856        | 未知               | $75,505,856        | $4000萬                 | [ 30 ] |
| 盜火線                | 1995年12月15日 | $67,436,818        | $120,000,000       | $187,436,818       | $6000萬                 | [ 34 ] |
| 驚爆內幕              | 1999年11月5日  | $29,089,912        | $31,200,000        | $60,289,912        | $9000萬                 | [ 73 ] |
| 威爾·史密斯之叱吒風雲 | 2001年12月25日 | $58,203,105        | $29,609,624        | $87,812,729        | $1.07億                 | [ 74 ] |
| 落日殺神              | 2004年8月6日   | $101,005,703       | $119,234,222       | $220,240,655       | $6500萬                 | [ 47 ] |
| 邁阿密風暴            | 2006年7月28日  | $63,450,470        | $100,344,039       | $163,794,509       | $1.35億                 | [ 75 ] |
| 頭號公敵              | 2009年7月1日   | $97,104,620        | $117,000,000       | $214,104,620       | $1億                    | [ 52 ] |
| 黑帽駭客              | 2015年1月16日  | $8,005,980         | $11,646,077        | $19,652,057        | $7000萬                 | [ 76 ] |
| 法拉利                | 2023年12月25日 | $18,550,028        | $25,051,095        | $43,601,123        | $9500萬                 | [ 77 ] |

#### 專業評價
- 註：僅列出導演作品

| 片名                  | 專業影評         | 專業影評       | 觀眾     | 觀眾     |
| 片名                  | 爛番茄           | Metacritic     | 影院评分 | PostTrak |
| --------------------- | ---------------- | -------------- | -------- | -------- |
| 大盜                  | 80%（85篇評論）  | 78（8篇評論）  | 不適用   | 不適用   |
| 天魔刦                | 39%（18篇評論）  | 34（11篇評論） | 不適用   | 不適用   |
| 1987大懸案            | 94%（49篇評論）  | 75（22篇評論） | B        | 不適用   |
| 大地英豪              | 88%（126篇評論） | 76（18篇評論） | A-       | 不適用   |
| 盜火線                | 83%（150篇評論） | 76（23篇評論） | A-       | 不適用   |
| 驚爆內幕              | 96%（137篇評論） | 85（34篇評論） | A-       | 不適用   |
| 威爾·史密斯之叱吒風雲 | 69%（154篇評論） | 65（39篇評論） | B+       | 不適用   |
| 落日殺神              | 86%（240篇評論） | 71（41篇評論） | B        | 不適用   |
| 邁阿密風暴            | 47%（225篇評論） | 66（37篇評論） | B-       | 不適用   |
| 頭號公敵              | 68%（279篇評論） | 70（35篇評論） | B        | 不適用   |
| 黑帽駭客              | 33%（191篇評論） | 52（37篇評論） | C-       | 不適用   |
| 法拉利                | 72%（257篇評論） | 73（55篇評論） | B        | 74%      |

## 外部連結
- 麥可·曼恩在互联网电影资料库（IMDb）上的資料（英文）
- 麥可·曼恩的Instagram帳戶